# Jahnoah Markelo
Jahnoah Guevara Markelo (Amsterdam, 4 januari 2003) is een Nederlands voetballer van Surinaamse afkomst.

## Carrière
Jahnoah Markelo speelde in de jeugd van ASV De Dijk, AVV Zeeburgia, AFC Ajax en FC Twente. Hier tekende hij in 2021 een contract tot medio 2023. Hij debuteerde in het eerste elftal van Twente op 27 oktober 2021, in de met 0-2 gewonnen bekerwedstrijd tegen SV OSS '20. Hij kwam in de 66e minuut in het veld voor Virgil Misidjan.
Markelo werd in maart 2022 uit de eerste selectie gezet, waarbij de club hem een gebrekkige professionele instelling verweet. Hij trainde vervolgens bij het O21-elftal van de voetbalacademie. Op 8 mei 2022 werd bekendgemaakt dat het contract van Markelo bij FC Twente per direct was ontbonden. Hierna sloot hij aan bij Go Ahead Eagles, waar hij een contract voor drie jaar tekende. Op 27 augustus 2022 maakte Markelo zijn debuut in de Eredivisie in de thuiswedstrijd tegen Sparta Rotterdam. Het perspectief op speelminuten was voor hem echter beperkt. In 2023 maakte hij de overstap naar NK Kustosija in Zagreb.

## Carrièrestatistieken
| Seizoen                        | Club            | Land           | Competitie     | Competitie | Competitie | Beker | Beker | Totaal | Totaal |
| Seizoen                        | Club            | Land           | Competitie     | Wed.       | Dlp.       | Wed.  | Dlp.  | Wed.   | Dlp.   |
| ------------------------------ | --------------- | -------------- | -------------- | ---------- | ---------- | ----- | ----- | ------ | ------ |
| 2021/22                        | FC Twente       | Nederland      | Eredivisie     | 0          | 0          | 1     | 0     | 1      | 0      |
| 2022/23                        | Go Ahead Eagles | Nederland      | Eredivisie     | 1          | 0          | 0     | 0     | 1      | 0      |
| Carrièretotaal                 | Carrièretotaal  | Carrièretotaal | Carrièretotaal | 1          | 0          | 1     | 0     | 2      | 0      |
| Bijgewerkt op 27 augustus 2022 |                 |                |                |            |            |       |       |        |        |

## Privéleven
Jahnoah Markelo is de jongere broer van Nathan Markelo en een neef van Gyliano van Velzen.